# Extensionnalité
 (février 2025).
Si vous disposez d'ouvrages ou d'articles de référence ou si vous connaissez des sites web de qualité traitant du thème abordé ici, merci de compléter l'article en donnant les références utiles à sa vérifiabilité et en les liant à la section « Notes et références ».
En logique, l’extensionnalité, ou égalité extensionnelle, caractérise une définition qui fait référence à un ensemble d’objets distincts par une ou plusieurs mêmes propriétés qu’ils partagent tous. L’intensionalité, au contraire, caractérise le fait pour un ensemble de définitions de désigner le même objet.

## Exemple
Considérons les deux fonctions f et g mappant de et vers des nombres naturels, définies comme suit :
- Pour trouver f ( n ), ajoutez d'abord 5 à n, puis multipliez par 2.
- Pour trouver g ( n ), multipliez d’abord n par 2, puis ajoutez 10.

Ces deux fonctions sont identiques en termes d’extension, c'est-à-dire qu'elles produisent toujours la même valeur pour une même entrée. Cependant, leurs définitions diffèrent, ce qui signifie qu'elles ne sont pas les mêmes en termes d’intension.
De même l’ensemble des nombres pairs et celui des nombres divisibles par au moins un nombre pair.
De même, dans le langage naturel, il existe de nombreux prédicats (relations) qui sont intensionnellement différents mais extensionnellement identiques. Par exemple, supposons qu'une ville compte une personne nommée Joe, qui est également la personne la plus âgée de la ville. Ensuite, les deux prédicats « s'appeler Joe » et « être la personne la plus âgée de cette ville » sont intensionnellement distincts, mais extensionnellement indistincts pour la population (actuelle) de cette ville.

## En mathématiques
La définition extensionnelle de l’égalité des fonctions, discutée ci-dessus, est fréquemment employée en mathématiques. Une définition extensionnelle similaire est généralement utilisée pour les relations : deux relations sont considérées comme égales si elles possèdent les mêmes extensions.
Dans la théorie des ensembles, l'axiome d'extensionnalité stipule que deux ensembles sont égaux si et seulement s'ils contiennent les mêmes éléments. En mathématiques formalisées dans la théorie des ensembles, il est courant d'identifier des relations — et, surtout, des fonctions — En utilisant leur extension telle que mentionnée précédemment, il devient impossible de différencier deux relations ou fonctions ayant la même extension.
D'autres objets mathématiques sont également construits de telle manière que la notion intuitive d'« égalité » s'accorde avec l'égalité extensionnelle au niveau de l'ensemble ; ainsi, les paires ordonnées égales ont des éléments égaux, et les éléments d'un ensemble qui sont liés par une relation d'équivalence appartiennent à la même classe d'équivalence.
Les fondements théoriques des types des mathématiques ne sont généralement pas extensionnels dans ce sens, et les setoïdes sont couramment utilisés pour maintenir une différence entre l'égalité intensionnelle et une relation d'équivalence plus générale (qui a généralement de mauvaises propriétés de constructibilité ou de décidabilité ).

## Voir également
- Tapage de canard
- Identité des indiscernables
- Typage structurel
- Axiome d'univalence